# Asparagus umbellatus
Asparagus umbellatus é uma espécie de planta com flor pertencente à família Liliaceae. 
A autoridade científica da espécie é Link, tendo sido publicada em Phys. Beschr. Canar. Ins. (Buch) 140. 1825.

## Portugal
Trata-se de uma espécie presente no território português, nomeadamente os seguintes táxones infraespecíficos:
- Asparagus umbellatus subsp. lowei - presente no Arquipélago da Madeira. Em termos de naturalidade é endémica da região atrás referida. Não se encontra protegida por legislação portuguesa ou da Comunidade Europeia.